# Ignacio San Pedro Chocolonea
Ignacio San Pedro Chocolonea (Urdax, Navarra, 1902- Pamplona 31 de julio de 1936) fue un administrativo y político español del Partido Socialista Obrero Español, asesinado al comienzo de la guerra civil española por las fuerzas sublevadas.

## Biografía
San Pedro Chocolonea era administrativo en el ayuntamiento de Pamplona y director del sanatorio. El 31 de julio de 1936 fue sacado de su casa violentamente y dirigido a un camión para proceder a su fusilamiento, se negó a subir y lo asesinaron frente a la iglesia de San Lorenzo.
Estaba casado con Asunción Izko con quien tuvo tres hijos.